# 21 128-as mellékút (Magyarország)
A 21 128-as számú mellékút négy kilométer hosszú bekötő út Nyugat-Nógrádban. Az út Csesztve és Balassagyarmat külterületének forgalmát vezeti át a városon a 2108-as mellékútra. A 2019-es évben évi átlagos napi forgalma a belső szakaszán 4366 jármű/nap, a külsőn pedig 1262 jármű/nap volt.

## Nyomvonala
A bekötőút Balassagyarmat belterületén ágazik ki a 2108-as mellékútból, annak az első kilométerénél. A városi szakasza alkotja a Nyírjesi, a Mártírok és a Csesztvei utakat. Két kilométer után éri el a nyírjesi elágazást, valamint Balassagyarmat külterületét képző Nyírjespusztát, OFB-földeket és a Csesztvéhez tartozó Kincsempusztát. Az út vége Csesztve külterületén, Galibapusztánál van, ahonnan a 21 127-es mellékút megy tovább Csesztve felé.

## Története
A kormány 2003-ban pályázatot hirdetett a zsáktelepülések közúti kapcsolatainak javítására. Az új bekötés létesítésére jogosultak között szerepelt Csesztve is, melynek új elérhetőségét a faluba vezető 21 127-es és a Galibapusztáig vezető 21 128-as mellékutak közti 2,7 km-es hiányzó szakasz megépítésével kívánták megoldani. Az építkezés első ütemében a Nyírjes és Galibapuszta közti szakaszon bővítették ki a már meglévő utat, a második ütemben pedig elkészítették a hiányzó útszakaszt. A kivitelezés alatt, 2004-ben többen is gyanúsították Urbán Árpádot, hogy az utat az elnökletével működő helyi vadásztársaság vadászházának jobb megközelíthetősége miatt akarja kiépíttetni, azonban ezeket a vádakat az országgyűlési képviselő elutasította. Az új bekötő utat 2007 nyarán adták át a forgalomnak.
Az összekötés előkészítésekor tervben volt az út bekötése Érsekvadkertnél a 22-es főútba, amivel Szügy, Mohora és Magyarnándor felől Balassagyarmat és Ipolyszög elkerülésével elérhető lett volna a főváros. Ezek a tervek a továbbra is fennmaradtak, Balassagyarmat déli elkerülőjének részeként.